# Musica irlandese

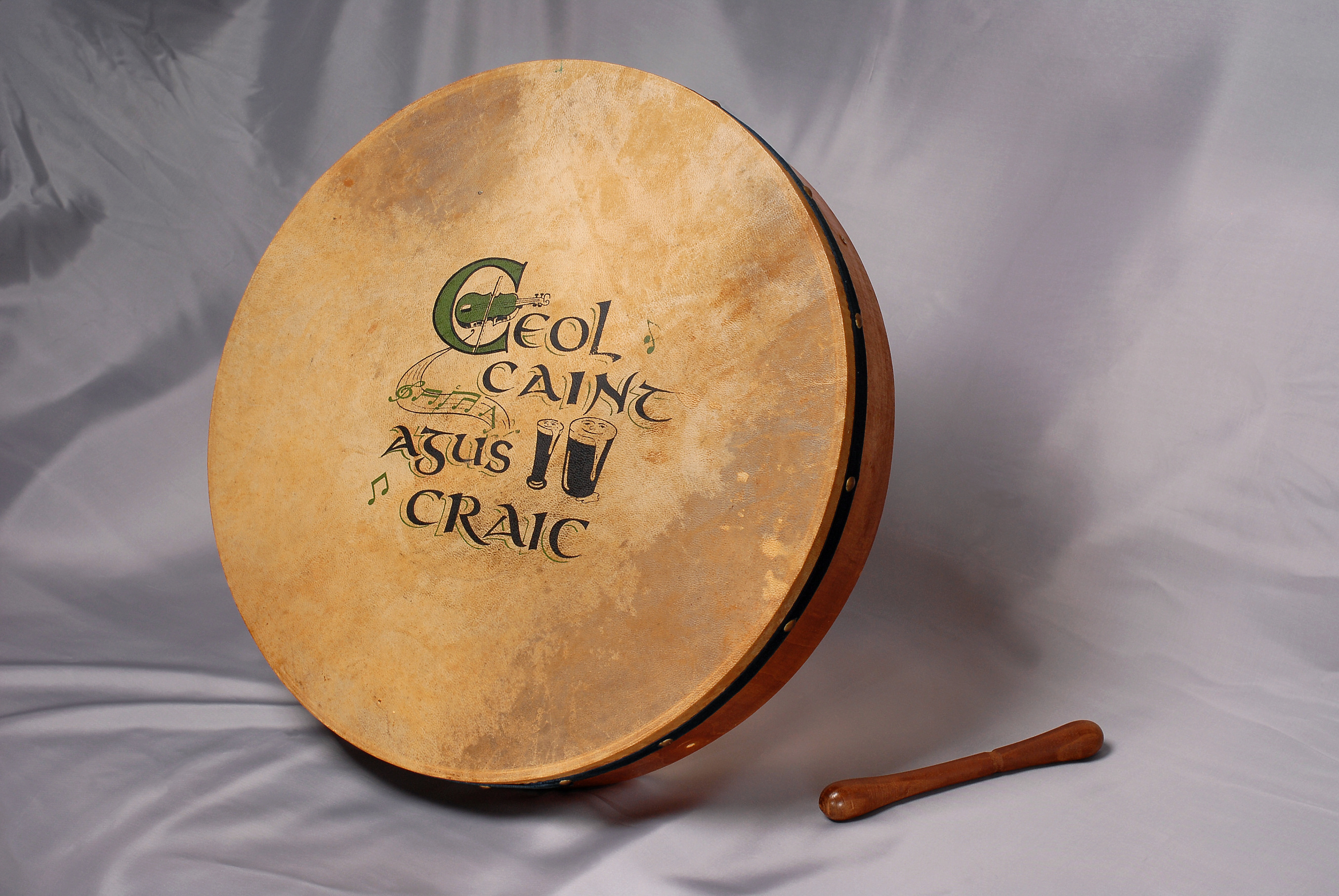
Un Bodhrán, tamburo tradizionale irlandese

La musica irlandese è suddivisibile in due tronconi principali: quella strumentale e quella vocale.
Il repertorio folkloristico irlandese è stato composto per la maggior parte tra il Seicento e il Settecento da musicisti che tramandavano la musica oralmente.
Nella tradizione della musica strumentale la danza ha fin dagli albori giocato un ruolo inscindibile dalla melodia, anche se col tempo la musica strumentale si è suddivisa lentamente in due parti: musica da danza e musica da "ascolto".
La musica vocale è suddivisa in tre sezioni principali: canti d'amore, di lavoro e religiosi, anche se questi ultimi sono quasi scomparsi a causa della persecuzione dei culti pagani.
Questo tipo di musica è caratterizzato da sonorità particolari dovute agli strumenti tipicamente utilizzati e ai tipi di composizione.

## Evoluzione
La musica tradizionale irlandese è rimasta viva durante il XX secolo, quando molte altre forme tradizionali mondiali hanno lasciato spazio alla popolarità della musica pop. Nonostante l'emigrazione e uno stretto legame con le influenze musicali dalla Gran Bretagna e dagli Stati Uniti, ha mantenuto molti dei suoi caratteri tradizionali; effettivamente ha influenzato molte forme di musica, quale il country  negli USA, che a loro volta hanno notevolmente influenzato la musica rock nel ventesimo secolo. Alle volte, su iniziativa di certi artisti, è stata anche modernizzata, ed è stata fusa col rock and roll, punk rock e altri generi. Alcuni di questi artisti hanno raggiunto un notevole  successo, in patria e all'estero.
Durante gli anni '70 e '80, la distinzione fra i musicisti rock e folk è stata vaga. Questa tendenza può essere vista più recentemente nel lavoro delle band e dei singoli, come Stiff Little Fingers, U2, Horslips, Clannad, The Cranberries, The Clancy Brothers, The Corrs, The Undertones, Van Morrison, Thin Lizzy, Hothouse Flowers, Ciarán Farrell, Sinéad O'Connor, Enya, My Bloody Valentine, Rory Gallagher, Republic of Loose, The Wolfe Tones e The Pogues.
Tuttavia, la musica irlandese ha riguadagnato una grande popolarità, collegata con la ricerca delle proprie radici. Ci sono inoltre gruppi contemporanei di musica che si avvicinano molto a un suono tradizionale, compresi Altan, Danú, Déanta, Lúnasa, Flook, Solas, Marie & Martin Reilly, Kíla, Noel Shine e Mary Greene e Border Collies. Altri comprendono una fusione di stile delle innumerevoli culture, dagli Afro Celt Sound System e Loreena McKennitt a Hevia e Liam O'Connor.
In Italia si ricordano i Modena City Ramblers (esponenti del combat folk), i Luf, gli Inis Fail, i Birkin tree, i Polverfolk, i The shire, i Roìsìn Dubh, gli Her Pillow e altri ancora.
Oltre che alla musica tradizionale, l'Irlanda ha un ricco repertorio di musica classica contemporanea, che tuttavia non gode di grande popolarità, né in Irlanda, né all'estero. Uno dei più noti esponenti della composizione musicale del notturno, di cui viene considerato anche inventore, fu John Field, tra i più importanti compositori irlandesi

## Strumenti
Gli strumenti più caratterizzanti sono:
- fiddle (cioè il violino, così chiamato nel contesto folk)
- uilleann pipes (una particolare cornamusa di estensione molto maggiore di quella scozzese)
- tin whistle (flauto di latta)
- flauto traverso (viene tipicamente utilizzato il flauto a sistema semplice, in legno, con fino a 8 chiavi)
- bouzouki
- banjo tenore (quattro corde, differente dal banjo americano o bluegrass)
- mandolino
- mandola
- chitarra
- bodhrán (tamburo a cornice suonato con uno stick in legno)
- concertina
- organetto
- arpa celtica (simbolo dell'Irlanda, raramente presente nelle session)

e diverse percussioni ritmiche (come i cucchiai, le ossa ecc.).
Le composizioni principali sono reels, jigs, hornpipes, polkas, slides e slow airs, stratspheys, highland, waltz, march.
I reels sono composizioni genericamente in due mezzi caratterizzate da almeno due o più sezioni con ritornello. L'accentazione, in levare, data dal caratteristico movimento dell'arco, dipende dagli stili regionali e crea la sensazione di movimento che porta alla danza. A seconda della provenienza geografica all'interno dell'Irlanda, vi sono modi diversi di interpretare ed eseguire il reel; spesso il musicista può accentuare lo swing tra le note, portandolo ad essere eseguito quasi come fosse un hornpipe veloce.
Le jigs sono composizioni generalmente in 6/8, sempre organizzate in almeno due parti, in cui l'accentazione cade sulla prima nota di ogni terzina. La terzina non viene eseguita "pari", ma con la prima nota leggermente più lunga delle altre. Dalle jigs derivano le slip jigs, che sono invece caratterizzate da un tempo di 9/8.
Gli hornpipe, sono composizioni in quattro quarti caratterizzate da almeno due sezioni con ritornello; benché vengano notati nelle trascrizioni in partitura (essendo musica tramandata oralmente non esistono spartiti originali di reel o jig, ma trascrizione realizzate successivamente, oppure nuove composizioni di autori contemporanei ispirate ad essa) come dei reel (quindi con note ad ottavi) sono contraddistinti da una forte "swing" tra le note, oltre che dai caratteristici passaggi in terzine.
Polkas e slide, caratteristiche del sud, sono rispettivamente in due quarti e dodici ottavi, suonate spesso nelle ceili band per accompagnare le figure a ballo.
Stratspheys e highlands sono tipici del nord (Donegal, Armagh); prendono influenze dalla Scozia. Componimenti in quattro quarti caratterizzati da almeno due sezioni con ritornello si eseguono con accenti irregolari.
Esistono notevoli differenze regionali nell'esecuzione della musica irlandese in Irlanda; mentre nel Clare si tende a suonare con uno stile più "morbido" ed una velocità non esasperata, lo stile del Donegal, ad esempio, è caratterizzato da velocità maggiori e da un uso differente delle dinamiche, grazie ad un attacco molto più forte, evidente sia sul flauto irlandese sia sul fiddle.

## Discografia
- 1995 Irish Dances—EPM, Parigi